# Грищук Катерина Миколаївна
Катерина Миколаївна Грищук (нар. 1920, місто Миколаїв, Польща, тепер Миколаївського району Львівської області — ?) — українська радянська діячка, селянка міста Миколаєва Миколаївського району Дрогобицької області. Депутат Верховної Ради УРСР 2-го скликання.

## Життєпис
Народилася в бідній селянській родині Миколи і Розалії Води. Закінчила початкову школу. З дитячих років працювала наймичкою в поміщиків та заможних селян.
Після захоплення Галичини Червоною армією, у 1939 році одержала землю, працювала у власному господарстві. Брала активну участь в організації самодіяльних гуртків у місті Миколаєві. Чоловік, Степан Грищук, був учасником німецько-радянської війни
Після німецько-радянської війни працювала у власному сільському господарстві в місті Миколаєві Дрогобицької області. Була агітатором, активним учасником хорового і драматичного гуртків Миколаївського районного клубу.